# Херте (Касерес)
Херте (ісп. Jerte) — муніципалітет в Іспанії, у складі автономної спільноти Естремадура, у провінції Касерес. Населення — 1324 особи (2010).
Муніципалітет розташований на відстані близько 170 км на захід від Мадрида, 100 км на північний схід від Касереса.

## Демографія
Динаміка населення (INE ):

## Галерея зображень

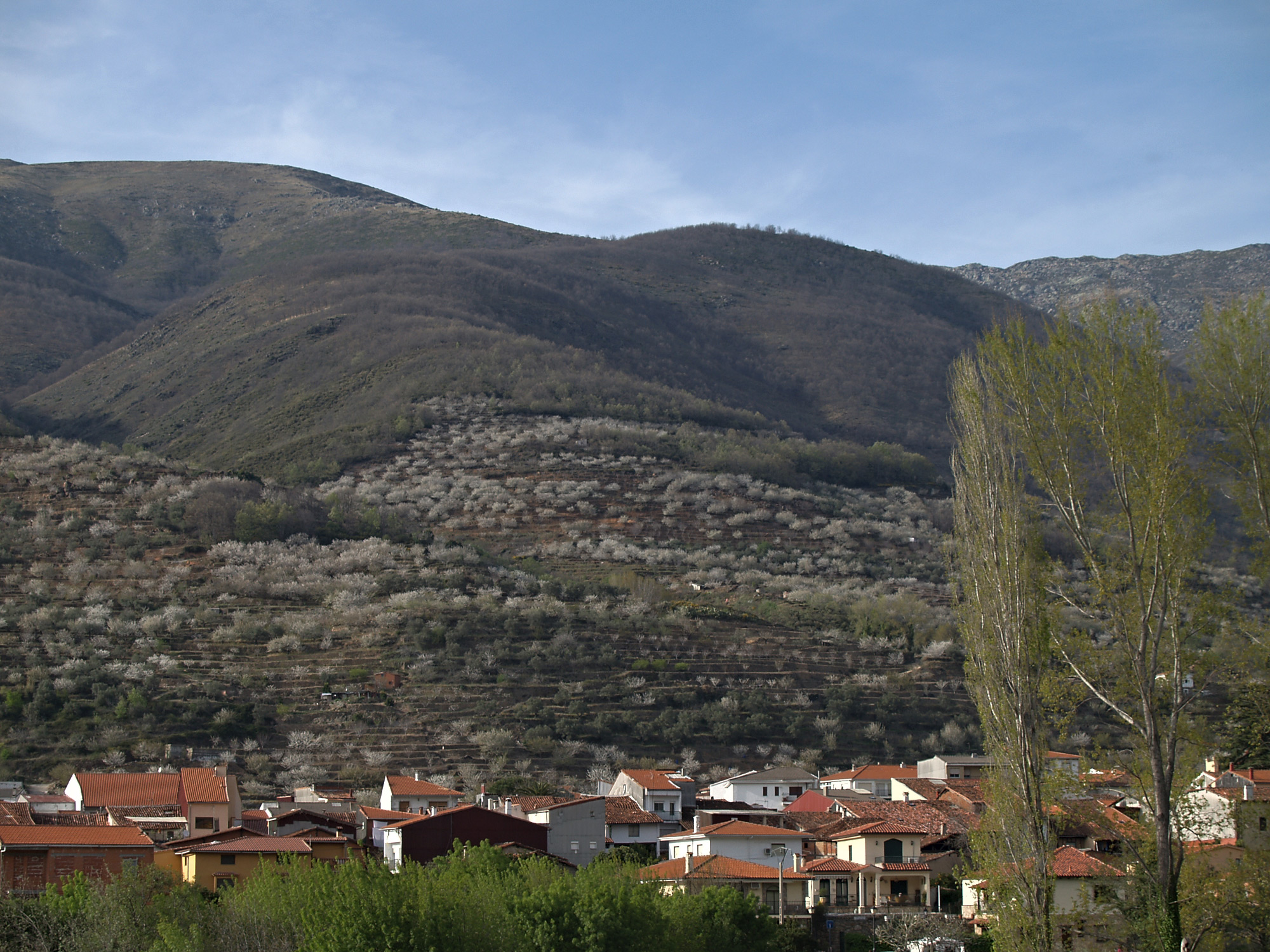
Херте увечері
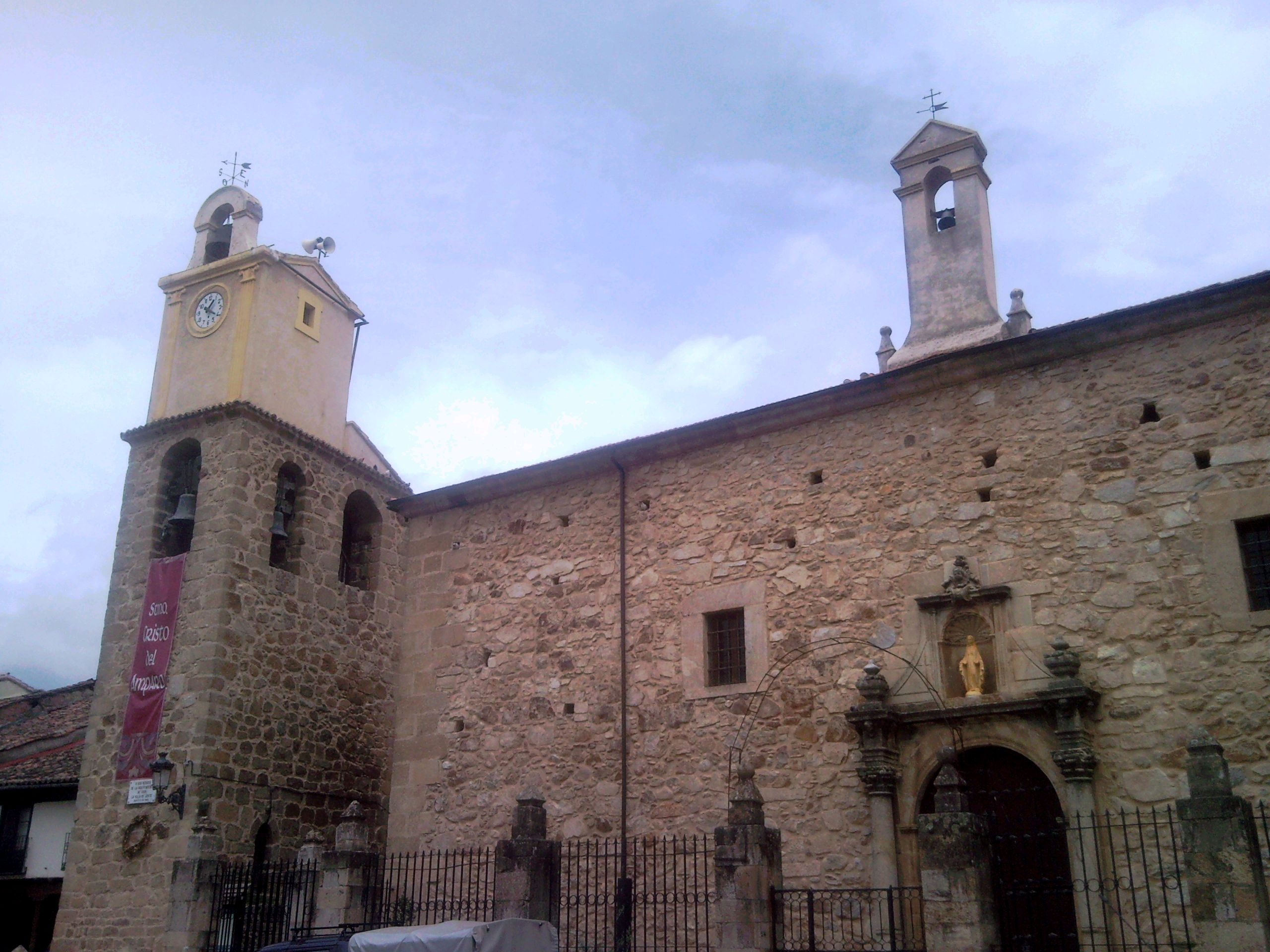
Церква Нуестра-Сеньйора-де-ла-Асунсьйон